# Tuneiras do Oeste
Tuneiras do Oeste est une municipalité brésilienne située dans l'État du Paraná.